# 石田えり
石田 えり（いしだ えり、1960年〈昭和35年〉11月9日 - ）は、日本の女優。本名：内田 恵理子（うちだ えりこ）。
熊本県八代市出身。堀越高等学校卒業。渡辺プロダクション→トライアングルCプロジェクト所属。

## 来歴・人物
二人姉妹の姉。幼いころから歌手に憧れ、中学校3年の1975年5月、指揮者・チャーリー石黒のオーディションに合格。同年に上京し、石黒の母の家に下宿して、チャーリー石黒音楽専門教室で歌を習う。
高校に入学した1976年から1978年まで東京音楽学院で、ダンス、台詞、演技のレッスンを受ける。その間の1976年10月から翌年3月まで『スターチャレンジ!!』（NET）のアシスタントを務め、芸能界デビュー。芸名はチャーリー石黒の母が付けたもので、石田の石の字は石黒の名からとったものとされている。
1978年、TBS『刑事犬カール』に顔を出したのち、バラエティ番組『笑って!笑って!!60分』の中のコーナードラマ『哀愁学園』に準レギュラーで出演。同年、映画『翼は心につけて』のオーディションに合格し、骨肉腫に冒されたヒロイン鈴木亜里を演じ、スクリーンデビュー。
1979年に高校を卒業したのち、横浜を舞台にした青春テレビドラマ『体験時代』にレギュラー出演。そのほか、『家族サーカス』、『たとえば、愛』、『ウルトラマン80』などのテレビドラマで活躍。『80』ではUGMの城野エミ隊員を演じるが、殉職する形で途中降板した。これは、「ウルトラシリーズに最後まで出演した女優は大成しない」というジンクスを聞いた石田が「降板させてほしい」と自ら申し出て了承されたことによるものだった。最終回の際には、「アンドロイド・エミ」として出演しているが、自身の都合で降板したにも関わらず、ふたたび呼んでもらえたことがとても嬉しかったという。
1981年、『遠雷』で、主人公・永島敏行の妻にふんし、豊満な肉体を披露。この作品で、日本アカデミー賞の主演女優賞と新人俳優賞を受賞する。
テレビでは、1983年『金曜日の妻たちへ』で竜雷太の後妻役、1984年には『昨日、悲別で』で北海道から上京してダンサーを目指しながらも挫折していく娘役など、印象的な役柄を演じた。
1988年より『釣りバカ日誌』シリーズにおいて、主人公・浜ちゃん（西田敏行）の妻・みち子さん役を演じる。しかし、1994年の第7作『釣りバカ日誌スペシャル』を最後に降板し、後任は浅田美代子が務めた。
1993年には、ヘアヌード写真集『罪』を発売。ヘルムート・ニュートンが撮影を務め、SM嬢を意識したコスチュームを披露。
2005年の映画『ジーナ・K』では40代半ばにしてストリップも披露した。
1985年にミュージシャンの芳野藤丸と結婚するが、1990年に離婚。
趣味は、サーフィン。特技は、英語、韓国語。
2021年、映画『G.I.ジョー:漆黒のスネークアイズ』でハリウッドデビューを果たす。

## 出演

### 映画
- 翼は心につけて （1978年）
- 遠雷 （1981年、ATG） - 花村あや子
- あゝ野麦峠 新緑篇（1982年、東宝） - 塚本トシ
- えきすとら （1982年、松竹）
- ダイアモンドは傷つかない （1982年）
- ダブルベッド （1983年、日活）
- チ・ン・ピ・ラ （1984年、フジテレビ）
- 時計 Adieu l'Hiver （1985年、フジテレビ）
- ちょうちん （1985年、東映）
- 嵐が丘 （1988年、東宝） ※第41回カンヌ国際映画祭コンペティション部門出品
- 釣りバカ日誌シリーズ （松竹）
  - 釣りバカ日誌 （第1作） （1988年）
  - 釣りバカ日誌2  （1989年）
  - 釣りバカ日誌3 （1990年）
  - 釣りバカ日誌4 （1991年）
  - 釣りバカ日誌5 （1992年）
  - 釣りバカ日誌6 （1993年）
  - 釣りバカ日誌スペシャル （1994年）
- 華の乱 （1988年、東映）
- ダウンタウン・ヒーローズ （1988年、松竹） ※ベルリン国際映画祭コンペティション部門出品
- 泣きぼくろ （1989年、松竹）
- 飛ぶ夢をしばらく見ない （1990年、松竹）
- AYA （1991年、オーストリア）
- 愛の黙示録 （1997年、日韓合作）
- 夏時間の大人たち （1998年、ミュージアム）
- ホーム・スイートホーム2 （2003年、キネマ・エンタープライズ・TBS・木下プロダクション・シネマエンジェル）
- 美しい夏キリシマ （2004年、サンセット）
- 聞こゆるや （2005年、Ryun）
- ジーナ・K （2005年、シグロ）
- 火火 （2005年、ゼアリズ）
- female/玉虫 （2005年、セガ・海獣シアター）
- ルート225 （2006年、オフィス・シロウズ）
- サッド ヴァケイション （2007年、スタイルジャム） ※第64回ヴェネツィア国際映画祭オリゾンテ部門オープニング作品
- 青空のルーレット （2007年、パワーゲイト）
- たみおのしあわせ （2008年、スタイルジャム）
- ハブと拳骨 （2008年） ※東京国際映画祭コンペティション部門出品
- クローンは故郷をめざす （2009年） ※サンダンス映画祭ワールドシネマコンペティション部門出品
- ACACIA （2010年、スカンジナビア） ※東京国際映画祭コンペティション部門出品
- 降りてゆく生き方 （2010年、プレサリオ）
- 渋谷 （2010年、ビーワイルド）
- ポテチ （2012年）
- MY HOUSE （2012年）
- 瀬戸内海賊物語（2014年） - 村上春子
- ベイブルース 〜25歳と364日〜（2014年） - 河本秀子
- シネマの天使 （2015年） - 藤本 役[10]
- 流れ星が消えないうちに（2015年） - 五十嵐弓枝 役
- うつくしいひと（2016年）
- 来る（2018年）
- G.I.ジョー:漆黒のスネークアイズ（2021年）
- わたしのお母さん（2022年、ベストブレーン） - 寛子 役[11]
- 日めくりの味（2024年、キャンター） - 美穂子 役[12]
- 私の見た世界（2025年） - 福田和子 役　監督・脚本・編集も担当
- 中山教頭の人生テスト（2025年、ライツキューブ） - 鷹森 役[13]

### テレビドラマ
- 木曜座 （TBS）
  - たとえば、愛 (1979年、TBS)
  - 愛を裁けますか（1982年、毎日放送）
- 体験時代 （1979年、東京12チャンネル） - えり
- 太陽にほえろ! 第358話「愛の暴走」（1979年6月8日、日本テレビ） - 吉川よう子
- 江戸の朝焼け  (1980年、フジテレビ)
- ウルトラマン80（1980年 - 1981年、TBS）
  - 第1話「ウルトラマン先生」 - 第43話「ウルトラの星から飛んで来た女戦士」 - エミ
  - 第50話「あっ! キリンも象も氷になった!!」 - アンドロイド・エミ
- おだいじに… （1981年、関西テレビ）
- 天まであがれ! （1982年、日本テレビ）- 原道代
- 女7人あつまれば （1982年、TBS）
- ザ・サスペンス 45回転の殺人 (TBS)
- 仕掛人・藤枝梅安 梅安迷い箸 （1982年、フジテレビ） - おとき
- 大河ドラマ（NHK）
  - 徳川家康 （1983年） - お春（家康の父 広忠の側室）
  - 翔ぶが如く （1990年） - 愛加那（隆盛の側室）
- 土曜ドラマ（NHK）
  - 白き抗争（1983年） - まり子
  - 別の愛（1990年） - 白井道子
  - ロング・グッドバイ（2014年） - 中年女
- 金曜日の妻たちへ （1983年、TBS・木下プロダクション）
- 聖母たちの行進 結婚・離婚・子育て 女たちがいま出逢う新しい愛のかたちは （1983年、TBS）
- 大奥 第29話「渚の体験」（1983年、関西テレビ） - おいつ
- 火曜サスペンス劇場 それでも愛してる（1983年、日本テレビ）
- 波の盆 （1983年、日本テレビ）
- ザ・サスペンス 虞美人草 （1984年、TBS）
- 昨日、悲別で （1984年、日本テレビ）
- シンデレラの財布 （1984年、TBS）
- 火曜サスペンス劇場 神の怒色 （1984年、日本テレビ）
- 走れ15才! はじめての旅立ち （1984年、フジテレビ）
- 女ざかり・男あさり （1984年、テレビ朝日）
- ドラマ人間模様 國語元年 （1985年、NHK）
- 夏・体験物語 （1985年、TBS）
- 月曜ワイド劇場 冬の京都 旅は道づれ女ざかり（1986年、テレビ朝日）
- 妻たちの初体験 （1986年、日本テレビ）
- 現代怪奇サスペンス 誘惑〜京都嵯峨野 （1986年、関西テレビ）
- 木曜劇場 時にはいっしょに （1986年、フジテレビ）
- 一枚の写真 （1986年、フジテレビ）
- 女たちの森 女たちよ、もっとしたたかに生きて! しなやかに愛して!! 痛快OLグルメ隊 （1987年、テレビ朝日）
- 橋の上においでよ （1987年10月31日、NHK） - 律子
- 玉と砕けず・ある森鴎外伝 （1987年、NHK）
- 水曜ドラマ 続・イキのいい奴 （1988年、NHK）
- 花王 愛の劇場 心変わり （1988年、TBS）
- 月曜21時連続ドラマ スクラップ SCRAP （1989年、TBS） - 岩崎怜子
- 庄内おんな風土記 （1989年、NHK）
- 木曜劇場 愛情物語 （1993年、フジテレビ） - 月岡貴子
- 東芝日曜劇場 課長サンの厄年 （1993年、TBS） - 寺田仁美
- 春の時代劇スペシャル 桃太郎侍III 将軍と御落胤 八百万石に命を賭けた夫婦旅（1994年、テレビ朝日）
- 東芝日曜劇場 課長サンの厄年スペシャル 東京長崎右往左往・降ってわいた夫婦の危機 (TBS)
- 土曜ワイド劇場 密会ホテル 11年目の甘い誘惑・長崎伊王島、殺意の果てに （テレビ朝日）
- ドラマ結婚式場 花嫁介添人がゆく （1994年、関西テレビ）
- 高村薫サスペンス 江戸川土手殺人事件 （1995年、朝日放送）
- BS日曜ドラマ 水辺の男 リバーサイドストーリー （1995年、NHK-BS2）
- 世にも奇妙な物語 '95秋の特別編「殺人者の高橋さん」（1995年、フジテレビ） ‐ 高橋順子
- 赤井英和・ダイナミック時代劇スペシャル 鬼麿斬人剣 天下無双の刀鍛冶 愛と青春の七番勝負! （テレビ朝日）
- 水曜ドラマ 父帰る（1996年、NHK）
- 日輪の翼 （1998年、NHK）
- 翔ぶ男 （1999年、NHK）
- 金曜エンタテイメント 女弁護士水島由里子の危険な事件ファイル3 （1999年、フジテレビ） - 加藤郁子
- それぞれの断崖 （2000年、テレビ東京）
- 愛なんていらねえよ、夏 （2002年、TBS）
- GOOD LUCK!! （2003年、TBS）
- 農魂の人・松田喜一伝〜人間作れ、土作れ!〜 （2003年、テレビ熊本） - カズモ夫人
- 恋する日曜日 ファーストシリーズ 電車 （2003年、BS-i）
- 七子と七生〜姉と弟になれる日〜 （2005年、NHK）
- 慶次郎縁側日記2 （2005年、NHK）
- スジナシ （2006年、中部日本放送）
- ズバリ言うわよ! （2006年、TBS）
- 慶次郎縁側日記3 （2006年、NHK）
- 風の来た道 （2007年、NHK）
- 風の果て （2007年、NHK）
- 風のガーデン （2008年、フジテレビ） ‐ 小玉エリカ
- Friend-Ship Project ～キミを助手席に乗せて～（2010年3月、テレビ東京）
- 月曜ゴールデン 刑事シュート・しゅうと&ムコの事件日誌2 （2010年、TBS）
- 木曜ミステリー おみやさん 第7シリーズ 第1話 前編（2010年4月15日、テレビ朝日） - 林久美子
- SPEC〜警視庁公安部公安第五課 未詳事件特別対策係事件簿〜 シリーズ（TBS） - 当麻流夏
  - SPEC〜警視庁公安部公安第五課 未詳事件特別対策係事件簿〜 最終話（2010年）
  - SPEC〜零〜（2013年10月23日）
- 木曜ミステリー 新・おみやさん（テレビ朝日）
  - 第7シリーズ 第1話第1部（2010年4月15日） - 林久美子
  - 第9シリーズ 第6話（2012年5月24日） - 栗原絹子
- 間違われちゃった男（2013年、フジテレビ） - 藤原セツコ
- 朝が来る（2016年6月4日 - 、東海テレビ・フジテレビ） - 浅見洋子 役 [14]

### 演劇
- ドリームガール （1982年、パルコパート3）
- ドリームガール No.2 （1983年、PARCO劇場）
- ノー・ストリングス （1984年、博品館劇場）
- 日本人のへそ （1985年、紀伊國屋ホール）
- 昨日、悲別でオンステージ （1986年、博品館劇場）
- 泣き虫なまいき石川啄木 （1986年、紀伊国屋ホール）
- ブルーストッキングの女たち （1987年、本多劇場）
- 逢魔が恋暦 （1988年、新橋演舞場）
- ひとりミュージカル 恋・女ひとり （1989年、PARCO劇場）
- 飢餓海峡 （1990年、紀伊國屋ホール）
- マグノリアの女達 （1991年、セゾン劇場）
- BURN THIS・焼却処分 （1992年、PARCO劇場）
- 死と乙女 （1994年、PARCO劇場）
- カストリ・エレジー （1998年、新国立劇場）
- 阿部定と睦夫 （2002年、紀伊國屋サザンシアター）
- 20世紀少年少女唱歌集 （2003年、新宿・野外劇）
- 歌劇 人情酸漿蛍 （2004年、シアターコクーン）
- れもん （2004年、下北沢ザ・スズナリ / 京都芸術センター）
- 野鴨 （2007年、シアター1010）
- おもいのまま （2011年、あうるすぽっと）
- ロマンサー （2012年、シアタートラム）
- フローズン・ビーチ（2014年、CBGKシブゲキ!!、他）
- GS近松商店（2015年9月 - 10月、大阪 新歌舞伎座）[15]

### テレビアニメ
- 青春アニメ全集（1986年） - 和泉英子

### CM
- ヤンマー トラクター「スーパーフォルテ」&「US」シリーズ「友情を大切にしようね」篇
- サッポロビール
  - 「サッポロジャイアンツ」（1988年頃 - ）
  - 「サッポロドライ」（1988年頃 - ）
- Apple Computer
- ヤクルト
- 明治製菓
- 中外製薬「グロンサンフレッシュ」
- ケンタッキーフライドチキン
- 花王「ビオレU」（1989年 - 1991年頃）
- 常盤薬品
- 中央競馬会
- 再春館製薬所（ナレーション）
- 日本食研
  - 「ステーキソース」「すき焼きのたれ」（1988年）
  - 「焼肉のたれ」（1989年）
  - 「晩餐館焼肉のたれ」（1990年）
- ニッセン カタログショッピング「見てるだけー、見てるだけー」編（1994年）
- 保谷硝子（2003年）
- セブン&アイ・ホールディングス 「nanaco」（2015年）
- トレーニングジム「RIZAP」（2017年）[16]

## 受賞
- 1982年：第5回日本アカデミー賞優秀主演女優賞・新人俳優賞、第6回報知映画賞新人賞（『遠雷』）
- 1982年：第20回ゴールデン・アロー賞演劇部門
- 1988年：第42回毎日映画コンクール助演女優賞（『ちょうちん』）
- 1988年：第9回ヨコハマ映画祭優秀助演女優賞（『ちょうちん』）
- 1988年：第39回文化庁芸術祭映画部門 新人賞
- 1989年：第12回日本アカデミー賞最優秀助演女優賞（『嵐が丘』『ダウンタウン・ヒーローズ』『華の乱』）[17]、第13回報知映画賞助演女優賞、芸術選奨新人賞
- 1991年：第15回日本アカデミー賞最優秀助演女優賞（『飛ぶ夢をしばらく見ない』『釣りバカ日誌2』）、サウスパシフィック・フィルム・フェスティバル：ベストアクトレス賞
- 2007年：第7回バッカーズ演劇奨励賞（『野鴨』）
- 2008年：高崎映画祭最優秀主演女優賞（『サッド ヴァケイション』）

## ディスコグラフィ

### シングル
1. 地図のない旅（1983年3月）※デュエット：井上純一
  - 作詞：福田陽一郎  / 作曲：三木たかし / 編曲：羽田健太郎

（c/w 夢みる頃はふたたび）※デュエット：井上純一
2. ひとりきりパラダイス（1983年）
  - 作詞：下田逸郎  / 作曲：芳野藤丸 / 編曲：芳野藤丸

（c/w 魔法の指輪）

### オリジナル・アルバム
- ゆれても ゆれても（1984年）

## 写真集
- 勝手に TOO LATE（撮影：佐藤奈々子、1984年、集英社）
- 罪（撮影：ヘルムート・ニュートン、1993年、講談社）
- 1979+NOW-『石田えり+篠山紀信』写真集（1997年、小学館）
- SUMO（撮影：ヘルムート・ニュートン、2000年）
- 56（撮影：ピーター・リンドバーグ、2017年、講談社）
- MEMORIES OF EMI（ウルトラマン80 城野エミ写真集　2020年、復刊ドットコム）